# スタンスパンクス
スタンスパンクスは、STANCE PUNKSの1枚目のミニアルバム。2001年10月26日発売。(アナログ再発では、2002年12月20日)

## 解説
このアルバムは、オリコンインディーズチャート初登場23位、最高2位である。

## 収録曲
1. 青道
作詞・作曲：TSURU
2. すべての若きクソ野郎 
作詞・作曲：TSURU
3. 友よ
作詞・作曲：川崎テツシ
4. 少年激情
作詞・作曲：TSURU
5. ヘドがでるほど青い空 
作詞・作曲：TSURU
6. 泥だらけの道
作詞・作曲：川崎テツシ